# Glacier Bacon
Pour les articles homonymes, voir Bacon.
Le glacier Bacon est un glacier d'Alaska aux États-Unis situé dans la chaîne Côtière, à proximité de Juneau et de la frontière avec le Canada. Il est long de 6 km et son front glaciaire se situe à 800 mètres d'altitude.
Son nom lui a été donné en 1960 par l'United States Geological Survey. Il reflète l'importance accordée à la nourriture par les premiers explorateurs et prospecteurs.